# Honda A
Honda A — рядный четырёхцилиндровый двигатель внутреннего сгорания, применявшийся в Honda Accord и Prelude. Впервые двигатель был представлен в 1982 году параллельно со вторым поколением Prelude. Объём двигателя составлял 1,6, 1,8 или 2,0 л. Двигатель имеет чугунный блок цилиндров и алюминиевую конструкцию головки SOHC с тремя клапанами на цилиндр, что в общей сложности составляет 12 клапанов. Топливная система — карбюратор или инжектор.

## История
Двигатели Honda A пришли на смену двигателям EZ, ES, BS и ET в моторной гамме Honda Accord и Prelude. Существовало несколько вариаций, от 1,6-литрового A16A до 2,0-литрового A20A.
Начиная с 1988 модельного года, на североамериканском рынке в двигателях A20A3 и A20A4 применялась конструкция впускного коллектора с двухступенчатым бегуном, выпускной коллектор 4—2—1 и усовершенствованный электронный распределитель. Инжекторные двигатели оснащались компьютерами с частичным OBD-0.
Детали для двигателей серий Accord и Prelude A производились на вторичном рынке. Большинство обновлений и модификаций двигателей A-серии относятся к варианту «сделай сам», причём одними из наиболее популярных являются турбокомпрессор и преобразование OBD-1 для большего количества вариантов настройки.

## Особенности
Двигатели Honda A основаны на блоке цилиндров 1,8-литрового двигателя: 1,6-литровый имеет уменьшенный ход поршня, а 2,0-литровый имеет увеличенный диаметр цилиндра.

### A16A1
A16A1 — карбюраторный 1,6-литровый двигатель, применявшийся в 1986—1989 годах в Accord и Vigor за пределами североамериканского рынка. В 1984—1985 годах двигатель назывался EZ.

#### Технические характеристики
- Карбюратор: Keihin (однокамерный)
- Объём: 1,6 л (1598 см3)
- Диаметр цилиндра × ход поршня: 80 мм × 79,5 мм
- Степень сжатия: 9,0:1
- Мощность: 65 кВт (88 л. с.) при 6000 об/мин
- Крутящий момент: 123 Н⋅м при 3500 об/мин

### A18A
A18A — 1,8-литровый двигатель, применявшийся в 1982—1987 годах в Honda Prelude и в 1986—1988 годах в Honda Accord. Prelude A18A имеет двойные карбюраторы CV с боковой тягой (также называвшиеся ET2 в некоторые годы), в то время как Accord поставлялся с одним карбюратором с нисходящей тягой.

#### Технические характеристики

##### Accord (JDM)[3]
- Карбюратор: Keihin (однокамерный)
- Объём: 1,8 л (1829 см3)
- Диаметр цилиндра × ход поршня: 80 мм × 91 мм
- Степень сжатия: 9,0:1
- Мощность: 74 кВт (99 л. с.) при 5800 об/мин
- Крутящий момент: 149 Н⋅м при 3500 об/мин

##### Prelude (JDM)[4]
- Карбюратор: CV (двухкамерный, с боковой тягой)
- Объём: 1,8 л (1829 см3)
- Диаметр цилиндра × ход поршня: 80 мм × 91 мм
- Степень сжатия: 9,4:1
- Мощность: 92 кВт (123 л. с.) при 5800 об/мин
- Крутящий момент: 153 Н⋅м при 4000 об/мин

### A20A
Двигатель A20A выпускался как с карбюратором, так и с инжектором. Он имеет 12-клапанную головку блока цилиндров SOHC NON-CVCC с двумя впускными коллекторами и одним выпускным коллектором на цилиндр. В 1980-х годах двигатели применялись в Accord и Prelude.

#### A20A1 и A20A2A
A20A1 и A20A2 являлись карбюраторными двигателями серии A20A. Они применялись в 1986—1989 годах в моделях Accord DX и LX. Двигатель A20A2 не имеет компонентов выбросов, но имеет немного повышенную мощность.

##### Технические характеристики
- Карбюратор: Keihin (однокамерный)
- Объём: 2,0 л (1955 см3)
- Диаметр цилиндра × ход поршня: 82,7 мм × 91 мм
- Степень сжатия: 9,2:1; 9,1:1 (Accord KX)
- Мощность:
  - 73 кВт (98 л. с.) (A20A1)
  - 79 кВт (107 л. с.) (A20A2, Индонезия)
- Крутящий момент:
  - 148 Н⋅м при 3500 об/мин (A20A1)
  - 159 Н⋅м при 3500 об/мин (A20A2, Индонезия)

#### A20A3 и A20A4
A20A3 и A20A4 являлись инжекторными двигателями серии A20A с впрыском топлива. Они управлялись системой Honda PGM-FI с частичным OBD-0. Мощность двигателя A20A4 немного увеличена ввиду отсутствия компонентов выбросов. В 1984—1987 годах двигатель A20A3 применялся в Honda Prelude 2.0Si, в 1986—1989 годах — в Honda Accord LX-i, а в 1989 году — в Honda Accord SE-i.
В 1988 году система впрыска топлива A20A3 в США и Канаде была модернизирована новым двухступенчатым впускным коллектором (Dual-Stage Intake Manifold) и выпускным коллектором 4—2—1, а степень сжатия была увеличена с 8,8 до 9,3. Мощность была увеличена на 10 л. с., а крутящий момент — на 8 фунт-фут.

##### Технические характеристики
- Топливная система: Honda PGM-FI
- Объём: 2,0 л (1955 см3)
- Диаметр цилиндра × ход поршня: 82,7 мм × 91 мм
- Степень сжатия: 9,4:1; 8,9:1 (Accord KS); 1:8,8 (Accord KX & KG с каталитическим нейтрализатором)
- Мощность:
  - 1984—1987: 73 кВт (98 л. с.) при 5500 об/мин
  - 1988—1989: 90 кВт (120 л. с.) при 5500 об/мин
- Крутящий момент:
  - 1984—1987: 138 Н⋅м при 4500 об/мин
  - 1988—1989: 166 Н⋅м при 4000 об/мин